# Dan Pinto

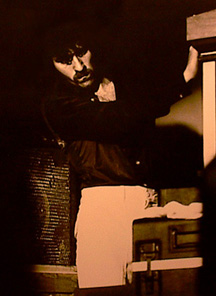
Dan Pinto

Dan Pinto (* 8. Dezember 1960) ist ein US-amerikanischer BMI-Komponist, Keyboarder und Schlagzeuger, der sich als Songwriter im Bereich Jazz Fusion, Soundtrack und Orchester-Filmmusik hervortut.
Die von ihm komponierten Stücke wurden auch teilweise im Fernsehen ausgestrahlt. So verwendete die Sendung Robin Leach ab 1991 seine Komposition als Erkennungsmelodie.

## Karriere

### Erste Ansätze
Dan Pinto begann seine berufliche Laufbahn 1974 als Rock & Roll-Drummer und kurz darauf verbreiteten sich auf verschiedene Formen der Schlagzeug und Keyboards. Vor seinem Erfolg als Komponist war er als Schlagzeuger tätig und lernte in der Zeit auch Klavier zu spielen. Er brachte sich das Spielen aller Instrumente selber bei, wobei er sich, je nach finanzieller Lage, die Instrumente, wie größere Pianos, auslieh oder sie selbst kaufte. Er erlernte das Spielen mehrere Arten von Keyboards. Weil er sich verschiedenen Arten von Instrumenten widmete, konnte er schon bald seine ersten Konzerte geben, in denen er alle Instrumente benutzte.

### Musikstil und Kompositionen
Zunächst legte er seine Musikrichtung auf den Progressive Rock der Bands der frühen 1970er Jahre fest, doch die spätere Gründung eines Orchesters spielte für ihn als Songwriter eine noch entscheidendere Rolle. Er war auch schon damals sehr von der Herstellung von Filmen interessiert, da er sich schon als Kind als Amateurfilmer betätigte. Dank der Gründung seines Orchesters war es ihm erlaubt, zwischen beiden Musikrichtungen zu arbeiten. Seine Musik wurde über Jahre hinweg als Hintergrundmusik mehrere Fernsehsender, wie CNN oder Filmprojekte verwendet. 2006 wurde eines seiner Lieder als Best Instrumental Song of the Year nominiert, was er seiner Tätigkeit als Schreiber von New-Age-Liedern verdankte.

### Zusammenarbeit mit anderen Künstlern
Vier Jahre nachdem er damit begonnen hatte, Musik zu komponieren, schrieb er für die Rockband Juice ein Lied. Neben seiner Solokarriere arbeitete er ebenfalls als Schlagzeuger für 3 Point Play. Für die Band WainWave Music betätigte er sich zeitweise am Keyboard und mit Doug Wain präsentierte er 1988 eine neu herausgebrachte Platte.

### Instrumente
Als Musiker deckt Pinto bei seiner Verwendung verschiedener Instrumente zwei Bereiche ab: Der erste Bereich ist der des Schlagzeugers, bei dem er sich mittlerweile auf bestimmte Sorten von Schlagzeugen spezialisiert hat. Auch Elektroinstrumente fallen in seinen Benutzungsbereich, die er besonders dann bevorzugt, wenn er sowohl mit dem Schlagzeug als auch mit dem Keyboard arbeitet.

## Weitere Tätigkeiten
Neben seiner Tätigkeit als Musiker und Komponist hat Pinto ein eigenes Studio, in dem er seine Lieder alle selbst produziert. 2009 berichtete er in einem Interview, wie er ein Drehbuch schriebe, produziere und auch einen Film leite und bearbeite. Während der Film, wie Pinto sagte, einem inoffiziellen Projekt entsprünge, gehöre die Musik, die er 1999, vier Jahre später, herausbrachte, zum Offiziellen. Er arbeitete regelmäßig in Projekten wie diesen mit. So arbeitete er mit Horace Ott, dem Verfasser des Liedes Don't Let Me Be Misunderstood zusammen, um 2006 einen Film für das Memfest Film Festival in New Jersey zu gestalten.

## Musikalische Einflüsse
Während Dan Pinto seine musikalischen Einflüsse verschiedenen Interpreten zuschreibt, stellte Keith Emerson einen besonderen Einfluss für ihn dar. Seine Musik wurde auch mit der mehrere Bands verglichen, so gilt seine Musik als ähnlich mit der der Gruppe Kansas, auch mit Return to Forever. Andere Musiker, die ihn prägten, sind John Williams, Danny Elfman, Chick Corea, Pat Metheny, Michel Camilo, Jean-Luc Ponty, Lyle Mays, Yes und die Band Genesis.

## Diskographie

### Musik für Filme
- Runaway mit den Reichen und Berühmten (1991), (1992), (1993), (1994)
- Lebensstil der Reichen und Berühmten (1992), (1993), (1994)
- Weltbesten (1992)
- Die for a Life (1999)

### Soloalben
- Blue of the Flame (1992)
- Jazz on the Rocks (1992)
- Ivory Towers (1992)
- Visions (2000)
- Happy Holidaze Christmas Album (2000)
- Anomalies (2008)

### Mit anderen Künstlern
- Doug Wain "Live at the Ritz" (Keyboarder) (1988)
- 3 Point Play "Double OT" (Drums) (2001)